# 더 배틀 오브 차이나
더 배틀 오브 차이나(The Battle of China, 1944년)는 프랭크 캐프라의 와이 위 파이트 선전 영화 시리즈의 여섯 번째 영화이다.

## 요약
이 영화는 육군공군관현악단의 커버 버전인 '의용군 행진'에 나오는 소개 크레딧에 이어 일본의 중국 침략 장면을 시작으로 중국의 역사, 지리, 인물을 간략하게 소개한다. 이 책은 쑨원 치하의 중화민국의 평화로운 발전과 일본 제국의 군사화된 현대화를 대조한다. 일본 제국의 중국 침공은 이후 크게 불신을 받은 다나카 기념관을 참조하여 설명된다.
이들의 미친 꿈은 다음과 같다.
- 1단계 – 원자재 확보를 위해 만주를 점령한다.
- 2단계 – 인력 확보를 위해 중국을 흡수한다.
- 3단계 – 인도의 부를 탈취하기 위해 남쪽으로 승리를 거두었다.
- 4단계 – 미국을 분쇄하기 위한 동쪽 이동.

## 같이 보기
- 와이 위 파이트